# Anthrenoides flavomaculatus
Anthrenoides flavomaculatus là một loài Hymenoptera trong họ Andrenidae. Loài này được Urban mô tả khoa học năm 2007.